# 7 poetes
7 poetes és una obra de Jaume Plensa que es troba a la plaça Lídia Armengol a Andorra la Vella, inaugurada el 21 de gener de 2014. L'obra està formada per 7 escultures de gran format realitzades en fibra de vidre. Cadascuna representa una figura humana d'entre 2 i 3 metres asseguda sobre una columna de 10 metres d'alçada. De base blanca, a les nits s'il·luminen. L'obra forma part de la col·lecció de la Banca Privada d'Andorra i va ser cedida al Comú d'Andorra la Vella el 2014 per un període de vint anys. Durant la inauguració, Plensa va dir:
| «              | Els poetes són una peça clau de la societat. Estan condemnats al fracàs, perquè saben que no vendran ni tres llibres, però són una font de fertilitat, com una pluja molt fina que va penetrant en la terra. Per mi, aquest procés tan llarg, com si fossin camperols, té molt valor | » |
| — Jaume Plensa | |   |

## Anàlisi

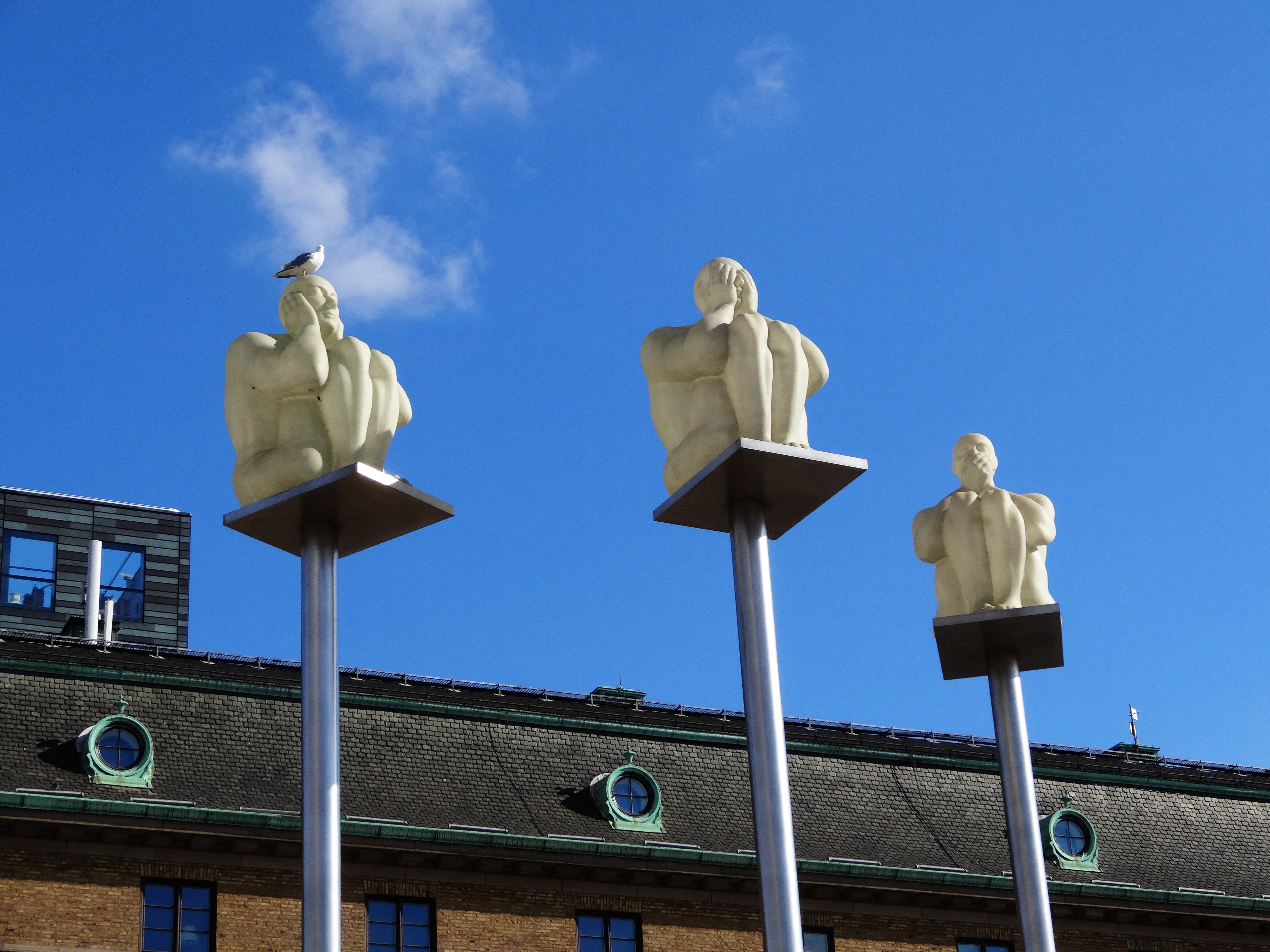
El projecte 7 poetes recorda a l'obra Dröm, exposada a Suècia des de 2012

Segons el mateix autor, l'obra representa «la comunitat de poetes repartits pel món i el vincle que mantenen. Els canvis de color plasmen el diàleg silenciós» que hi ha entre ells i també amb la ciutadania, que té amb l'obra una excusa per tornar a mirar el cel». L'obra vol incorporar la bellesa en el dia a dia de la gent, obligant-la a aixecar la vista. L'obra es va crear a finals dels anys noranta, i per això no es va concebre específicament per a l'espai on està ubicada. L'obra sintonitza amb Andorra: un poeta per parròquia. L'artista exposa obres similars a les ciutats de Niça i Goteborg.
Una altra obra destacada de Plensa, el Gran Latent, de 2007, també promoguda per la BPA, es troba a les Escaldes i Engordany. A poca distància, encara una altra escultura de Plensa (Overflow IX, de 2008), en un hotel de luxe d'Andorra la Vella.